# HMB Endeavour
HMB Endeavour (HM Bark Endeavour) – XVIII-wieczny bark, zbudowany jako węglowiec, następnie w służbie Royal Navy. Na jego pokładzie James Cook odbył swoją pierwszą wyprawę dookoła świata (1768–1771), docierając do Nowej Zelandii i Australii.

## Historia
Statek zbudowany został w 1764 roku pod nazwą „Earl of Pembroke” w stoczni Fishburn w Whitby, w Anglii jako jeden z serii węglowców przeznaczonych do służby na Morzu Północnym.

### Pierwsza wyprawa Cooka

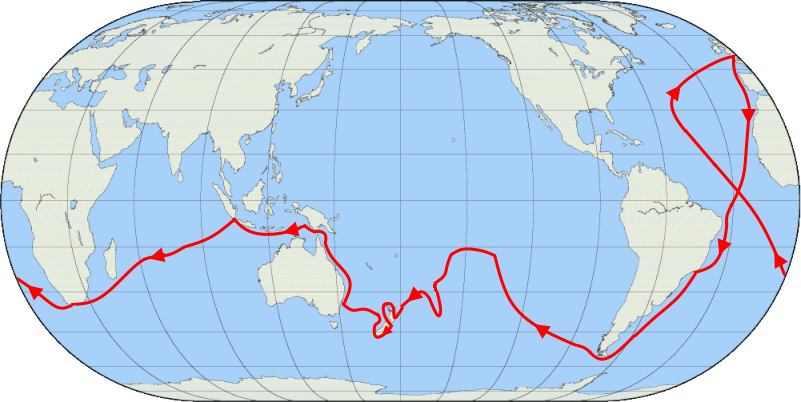
Trasa pierwszej wyprawy Cooka

W 1768 roku statek zakupiony został przez Royal Navy, otrzymując nazwę HM Bark „Endeavour”. Jednostka miała wziąć udział w wyprawie badawczej na południowy Pacyfik, współorganizowanej przez Royal Society. Celem wyprawy było zaobserwowanie przejścia planety Wenus na tle Słońca (do którego miało dojść 3 czerwca 1769 roku) z wyspy Tahiti, a także zweryfikowanie istnienia domniemanego kontynentu (Terra Australis), o którym donosili portugalscy i holenderscy kartografowie. Dowódcą okrętu, jak i całej wyprawy, został porucznik James Cook.
„Endeavour” wypłynął samotnie z Plymouth 25 sierpnia 1768 roku. 12 września wyprawa dotarła do Madery, 14 listopada do Rio de Janeiro, a 15 stycznia 1769 roku przekroczyła Cieśninę Le Maire’a. 13 kwietnia okręt przybył na Tahiti, gdzie uczestnicy wyprawy przebywali przez trzy miesiące, nawiązując dobre relacje z ludnością tubylczą.
Po opuszczeniu Tahiti okręt prowadził eksplorację archipelagu Wysp Towarzystwa. 9 października 1769 roku wyprawa dotarła do Nowej Zelandii, lądując na Wyspie Północnej. Przez sześć kolejnych miesięcy wyprawa żeglowała wzdłuż wybrzeża, opływając obie główne wyspy kraju. 31 marca 1770 roku okręt wyruszył w drogę powrotną, kierując się na zachód, w kierunku Ziemi van Diemena (jak wówczas określano Tasmanię). Jednostka zboczyła jednak z kursu i 19 kwietnia dotarła do wschodniego wybrzeża Nowej Holandii (Australii), a 28 kwietnia ekspedycja wylądowała na lądzie, na terenie Zatoki Botanicznej.
„Endeavour” powrócił na morze 6 maja, podążając wzdłuż wybrzeża Australii. 10 czerwca jednostka weszła na mieliznę na Wielkiej Rafie Koralowej, nieopodal przylądka Cape Tribulation. Udało się ją uwolnić po dwóch dniach. Dziewięć dni później Cook wylądował w okolicy obecnego Cooktown, gdzie przez sześć tygodni załoga dokonywała napraw okrętu. Po ich zakończeniu, „Endeavour” przedostał się przez Cieśninę Torresa, zatrzymując się na wyspie Sawu, następnie kontynuując rejs do holenderskiego portu w Batawii (obecnie Dżakarta). Tam kadłub okrętu poddany został dalszym naprawom. Załoga zmagała się w tym czasie z gorączką i dyzenterią (siedmiu członków zmarło, w tym dwóch Polinezyjczyków zabranych z Tahiti). Jednostka pozostała w porcie do 26 grudnia, po czym wyruszyła w rejs na zachód, przez Ocean Indyjski. W dalszej drodze w wyniku chorób zmarły kolejne 23 osoby. 15 marca 1771 roku „Endeavour” przybył do Kapsztadu, gdzie pozostał do 14 kwietnia. 1 maja zatrzymał się na Wyspie Świętej Heleny, by 12 lipca ostatecznie dotrzeć do Anglii.
W lipcu 1772 roku Cook wyruszył w kolejną wyprawę, tym razem na pokładzie HMS „Resolution”.

### Późniejsze losy

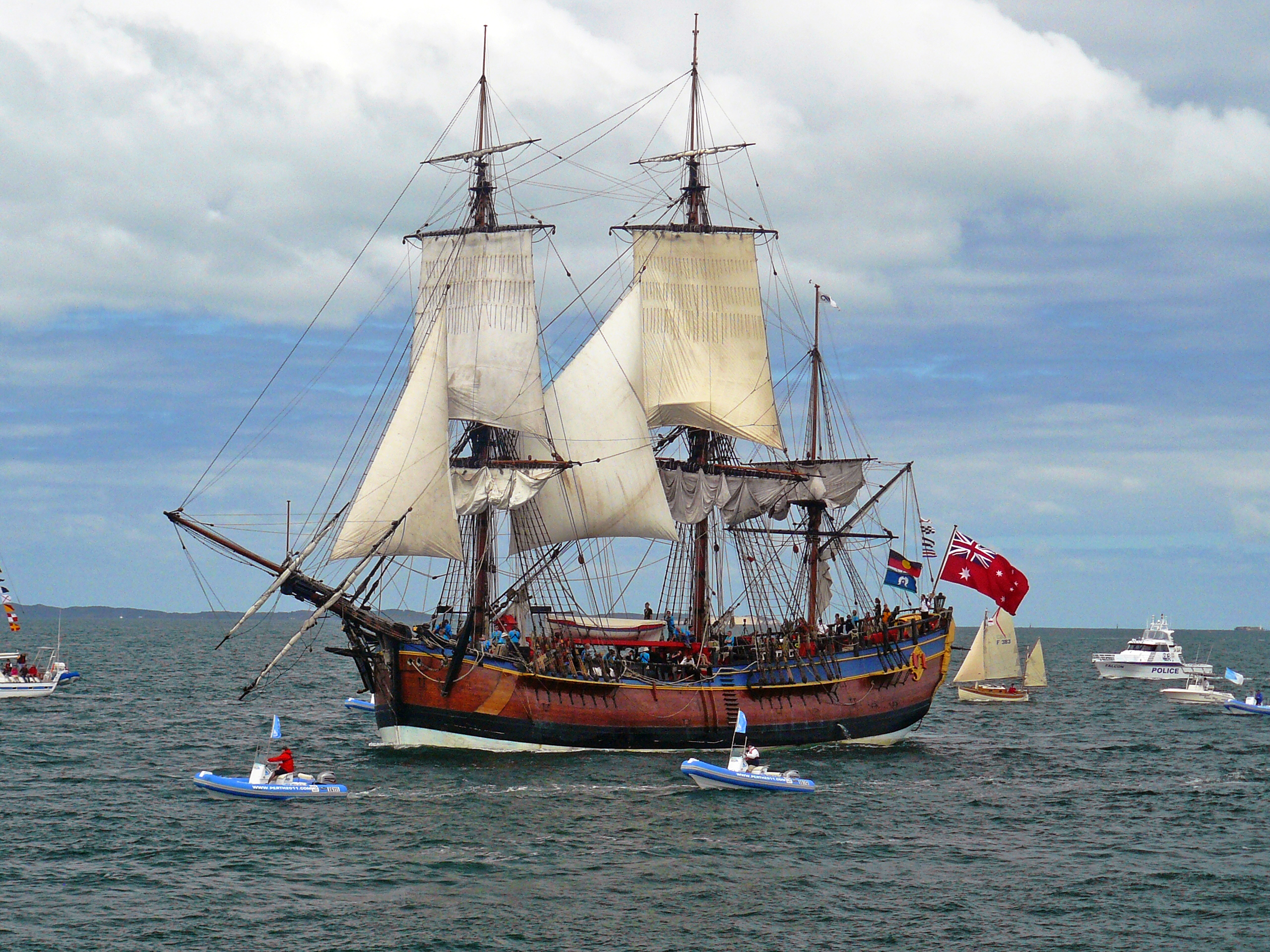
Replika okrętu

Wkrótce po zakończeniu pierwszej wyprawy Cooka „Endeavoura” przebudowano na transportowiec wojska w stoczni Woolwich. Następnie trzykrotnie odbył on podróż na Falklandy. We wrześniu 1774 roku jednostkę wycofano ze służby w Royal Navy, a 7 marca 1775 roku sprzedano. Ponownie w służbie cywilnej statek otrzymał nazwę „Lord Sandwich”.
Wkrótce po wybuchu wojny o niepodległość Stanów Zjednoczonych Royal Navy wyczarterowała jednostkę w celu przewozu wojska do Ameryki, a następnie użytkowała ją jako okręt więzienny, stacjonujący w Newport w Rhode Island. W sierpniu 1778 roku podjęta została decyzja o zatopieniu trzynastu wynajętych statków u wejścia do portu w Newport, w tym jednostki „Lord Sandwich”, w celu utrudnienia dostępu do portu zmierzającej w jego kierunku francuskiej flocie.
Do dziś wrak nie został zidentyfikowany, choć jego prawdopodobna lokalizacja została zawężona do grupy pięciu położonych obok siebie wraków. Co najmniej od 1999 roku prace nad identyfikacją wraków prowadzi organizacja Rhode Island Marine Archaeology Project (RIMAP).
Niektóre źródła (opublikowane przed publikacją przez RIMAP pierwszych wyników badań w 1999 roku) podają inne wersje losów jednostki po zakończeniu służby w Royal Navy. Według jednej z nich statek w 1790 roku sprzedano Francuzom, którzy, po przemianowaniu jednostki na „La Liberté”, wykorzystywali go jako statek wielorybniczy. W 1793 roku statek ten rozbił się w Newport. Według innej wersji „Endeavour” skończył jako hulk na Tamizie.
W 1994 roku we Fremantle zbudowana została pełnowymiarowa replika okrętu. Od 2005 roku jej właścicielem jest Australian National Maritime Museum.